# 450 Brigitta
450 Brigitta è un asteroide della fascia principale del diametro medio di circa 33,32 km. Scoperto nel 1899, presenta un'orbita caratterizzata da un semiasse maggiore pari a 3,0149131 UA e da un'eccentricità di 0,1030976, inclinata di 10,16289° rispetto all'eclittica.
Stanti i suoi parametri orbitali, è considerato un membro della famiglia Eos di asteroidi.
L'origine del suo nome è sconosciuta.